# District de Magtymguly
Le district de Magtymguly (anciennement district de Garrygala) est un district du Turkménistan situé dans la province de Balkan. 
Son centre administratif est la ville de Magtymguly (en), anciennement nommée Garrygala.